# Кульмський хрест
Кульмський хрест — прусська нагорода для всіх російських учасників битви при Кульмом 29-30 серпня 1813 року.
Повністю ідентичний за розмірами і формою, від прусського ордена  Залізного хреста  Кульмський хрест  відрізнявся лише тим, що на ньому не було дати і вензелю короля. До нагородження цим хрестом було представлено 12066 військовиків, але нагороду змогли отримати лише 7 131, що вижили до 1816 року.

## Історія

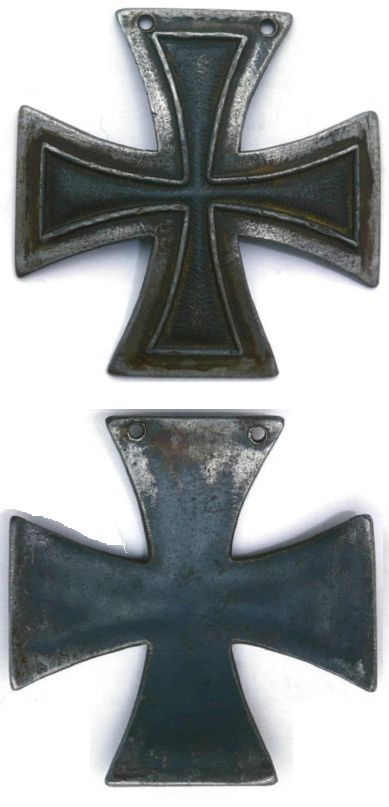
Кульмський хрест

Прусський король Фрідріх-Вільгельм III, який спостерігав за ходом битви під Кульмом, оголосив, що нагороджує всіх російських гвардійців за стійкість в бою. Єдиною солдатської нагородою в розпорядженні прусського короля був заснований в тому ж році Залізний хрест, однак він надавався тільки прусським підданим за цілком певні військові подвиги. Усвідомивши, що не може нагородити разом понад 10 тисяч осіб без приниження статусу Залізного Хреста (Залізним Хрестом за війни 1813—1815 років було нагороджено близько 11 тисяч прусаків), прусський король заснував особливу медаль — Кульмський хрест.
У грудні 1813 року одній з берлінських шовкових фабрик дають наказ виготовити 12 тисяч Кульмських хрестів, так як спочатку вирішили використати для виготовлення хрестів чорну шовкову стрічку з білою облямівкою, а для міцності зміцнити стрічку папером. Однак комісія по установі Кульмського хреста, оглянувши стрічкові зразки, такий проект відхилила і зробила інше замовлення: на солдатські хрести з заліза з срібною і бронзовою облямівкою, зі срібляною облямівкою — для офіцерів.
Перші хрести виготовлялися з металу трофейних кірас французьких кірасирів самими нагородженими після того, як вони дізналися про своє нагородження. Збереглося два екземпляри з перших саморобних хрестів в Ермітажі. Виготовлені в Берліні, Кульмські хрести потрапили в Петербург тільки в травні 1815 року. У Росію прийшло 443 офіцерських хреста, покритих чорною емаллю, і 11 120 солдатських (на них замість емалі була чорна фарба). У квітні 1816 року на параді відбулося вручення 7 131 хрестів.

## Опис хреста
Солдатські хрести карбувалися з тонкої жерсті і покривалися чорною фарбою за винятком країв на лицьовій стороні. Краї зафарбовувати сріблястою фарбою. На плечах Хреста було по два отвори для пришивання до мундиру. Розмір 43×43 мм.
Офіцерські хрести виготовлялися з листового срібла і покриті на лицьовій стороні чорним лаком із залишеними виступаючими срібними краями. Стандартний варіант Хреста на звороті має шпильку для кріплення до мундиру. Однак існує багато модифікацій, виготовлених на замовлення самих офіцерів, так як зовнішній вигляд хреста не регламентований статутом. Відомі екземпляри з кульками на куточках хреста для пришивання до мундиру. Зустрічаються хрести різних розмірів, з різним ступенем обробки.

## Статут хреста в Російській імперії

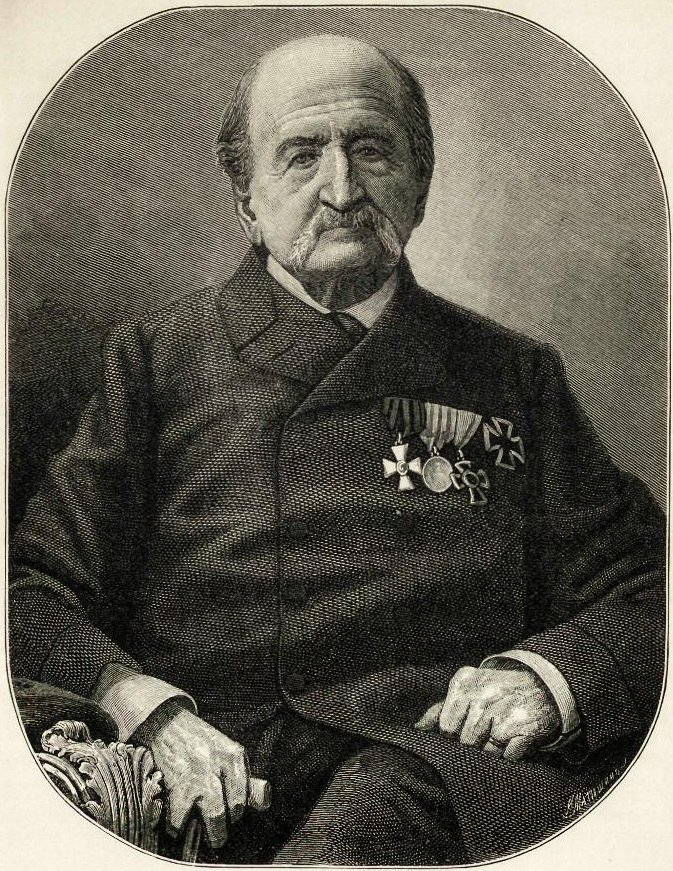
Підполковник у відставці Муравйов-Апостол М. І., серед нагород якого також знаходиться Кульмський хрест

Носився Кульмський Хрест на лівій стороні грудей разом з орденами на вимогу прусської влади («ці знаки слід носити на лівій стороні мундира, так само як орденські зірки»). Однак за статутом Кульмський хрест стояв нижче всіх інших російських імперських орденів, хоча і користувався в Росії повагою.
Нагородних документів (грамот) на Кульмський хрест не видавалося. Невизначеність в статуті нагороди тривала тривалий час, поки імператор Микола I не зрівняв її з російськими медалями указом від 20 квітня 1827 року
Роздані союзним військам хрести не підлягали поверненню по смерті нагороджених: вони залишалися в тій частині, де він служив отримувач.